# Sit cara-roig

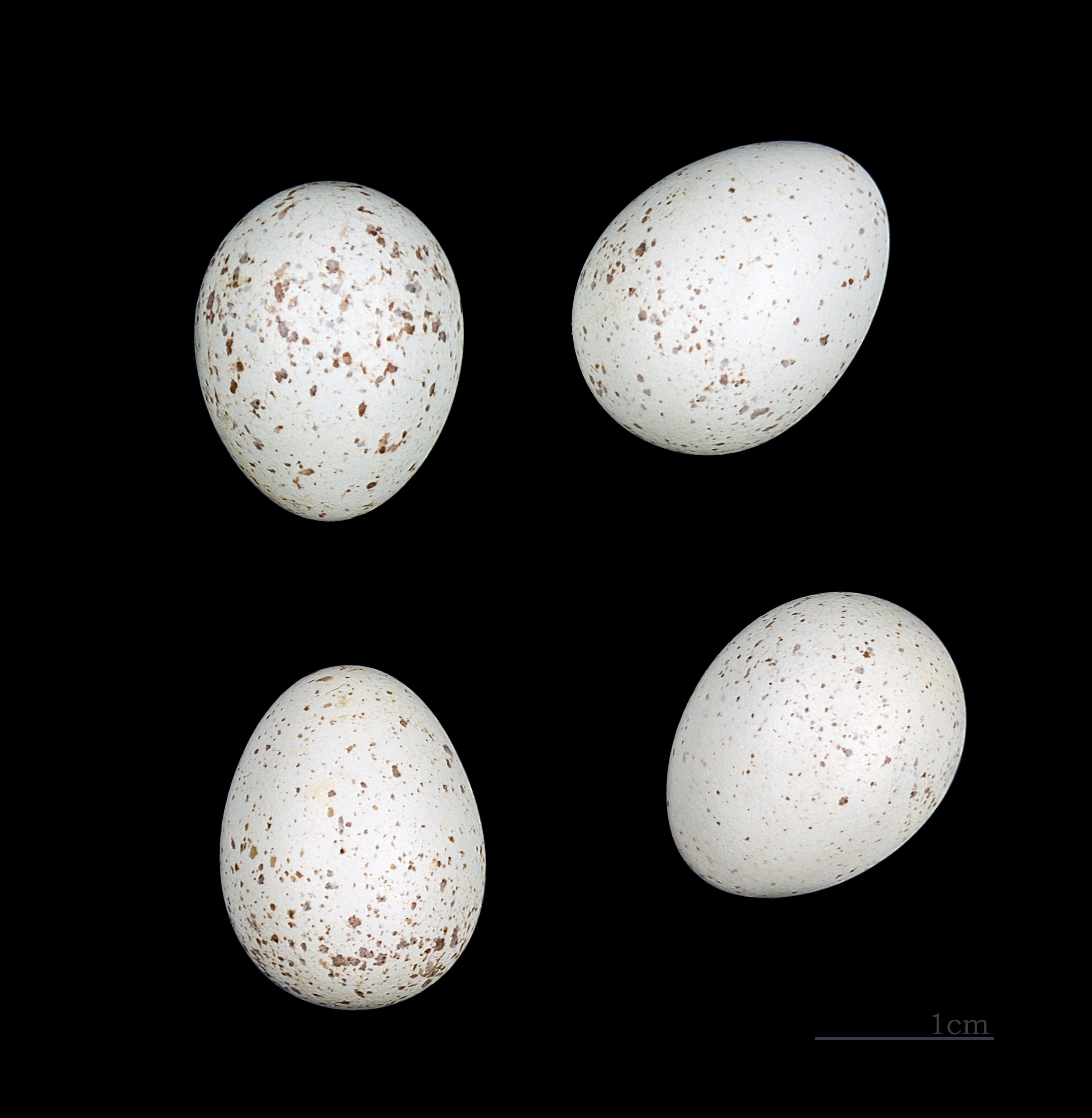
Emberiza bruniceps

El sit cara-roig (Emberiza bruniceps) és una espècie d'ocell de la família dels emberízids (Emberizidae) que habita matolls, canyars, arbusts, zones humides, estepes, regions desèrtiques, sovint a prop de l'aigua, crien a les muntanyes del sud-est de Rússia, el Kazakhstan, Uzbekistan, Turkmenistan i nord de l'Afganistan i de l'Iran. Passa l'hivern a l'Índia central.

## Descripció
De mida grossa i fort mesura al voltant de 17 cm de llarg. Té un bec robust gris i una cua llarga. Els mascles en època de cria tenen les parts inferiors i el carpó de color groc intens. L'esquena és verdosa vetejada i les ales amb llistes marró grisenques, mentre que el cap i pit són de color castany vermellós. Les femelles són una versió destenyida dels mascles amb les parts inferiors d'un groc més clar, l'esquena marró grisenca i el cap grisenc. Els joves són semblants a les femelles i tots dos són similars als del sit capnegre i difícils de diferenciar-los.

## Distribució i hàbitat
És un ocell migratori que cria a l'Àsia central i es desplaça a l'Índia per passar l'hivern. El sit cara-roig cria en zones obertes de matoll, incloses les terres de cultiu. A Europa, encara que és un potencial divagant també apareix com a conseqüència de fuites d'ocells de gàbia.

## Comportament
S'alimenta de llavors i insectes, aquests últims consumits especialment a l'època de cria. Construeix el niu als arbres o matolls on sol posar entre 3 i 5 ous.